# L'Hôtel des voyageurs de commerce
Pour plus de détails, voir Fiche technique et Distribution.
L'Hôtel des voyageurs de commerce est un film muet de Georges Méliès sorti en 1906.

## Fiche technique
- Titre : L'Hôtel des voyageurs de commerce ou L'Hôtel des voyageurs de commerce ou les suites d'une bonne cuite
- Réalisation : Georges Méliès
- Date de sortie :
  - France : 1906
- Durée : 2 minutes 20 secondes